# 公共宗教研究所
公共宗教研究所（PRRI）是美国非营利性、无政治派别的研究教育组织，该组织专门研究与宗教价值相关的政治问题，并对各种不同的主题进行民意调查。 PRRI是记者、学者、政策制定者和公共资源的总称。

## 历史活动
PRRI于2009年由罗伯特·P·琼斯创建，他是一位宗教和公共政策方面的学者和作家，并拥有埃默里大学宗教学博士学位；琼斯此后担任PRRI的首席执行官。
PRRI是美国公共民意调查委员会的成员，也是美国民意研究协会透明度倡议的创始成员。
PRRI与媒体、智囊团和学术机构合作。合作伙伴包括大西洋月刊、布鲁金斯学会治理研究计划、美国宗教学院(AAR)和乔治城大学伯克利宗教、和平与世界事务中心组织。所有的PRRI数据都可以在PRRI网站和康奈尔大学的罗珀民意研究中心档案上公开获得。

## 主要研究
2014年，PRRI推出了一个名为《美国价值纵览》的互动在线工具，该工具提供50个州的宗教、政治和人口构成等特定问题的信息。

## 调查途径
PRRI的所有调查均基于概率抽样方法。 对于所有国家的调查，访谈均以英语和西班牙语进行。 电话调查由专业访调员在手机和固定电话上进行。

## 研究领域
PRRI将其研究分为十个主题。
- 堕胎与生理健康
- 气候变化与科学
- 经济
- 移民
- 法律与刑事司法
- LGBT
- 政治与选举
- 种族与民族
- 宗教与文化
- 体育